# Trox elderi
Trox elderi är en skalbaggsart som beskrevs av Blackburn 1892. Trox elderi ingår i släktet Trox och familjen knotbaggar. Inga underarter finns listade i Catalogue of Life.